# Marlín (Ávila)
Marlín es una localidad y un municipio de España perteneciente a la provincia de Ávila, en la comunidad autónoma de Castilla y León. Marlín es citado en el libro de las Moradas de Santa Teresa de Jesús, cita que se puede leer en un cuadro que se exhibe en la parroquia de San Roque de la localidad.[cita requerida] Las fiestas patronales son en honor de san Roque los días 16 y 17 de agosto. Cuenta con una población de 31 habitantes (INE 2024).

## Geografía
La localidad de Marlín se encuentra situada a 16 km de la capital provincial, a una altitud de 1203 m s. n. m. Este municipio pertenece a la comarca Ávila y el centro de acción social (CEAS) al que está adscrito es de Ávila rural. Se localiza en el límite entre la sierra de Ávila y La Moraña.
| Noroeste: Bularros    | Norte: Bularros   | Noreste: Ávila        |
| Oeste: Bularros       |                   | Este: Bularros        |
| Suroeste: Sanchorreja | Sur: Martiherrero | Sureste: Martiherrero |

## Historia
El origen primigenio del pueblo posiblemente se encuentre en un despoblado al norte del actual, en el lugar que llaman de «iglesia vieja», donde existe la creencia de la destrucción de la iglesia debido a las termitas, y por ello se decidió trasladar el pueblo hasta su actual ubicación. Sea como fuere, la primera referencia de Marlín la encontramos en el censo de Gil Torres de 1250 con el topónimo Merlín, alusivo a la repoblación de procedencia franca. En el cerro que corona el municipio, Pedragua, hay restos de la protohistoria celta, bastante común en la zona.

## Demografía
Marlín cuenta con una población de 31 habitantes (INE 2024).
| Gráfica de evolución demográfica de Marlín entre 1842 y 2021                                                                                                   |
| |
| Población de derecho según los censos de población del INE. Población de hecho según los censos de población del INE.En este censo se denominaba Martín: 1842. |